# Domagkpark

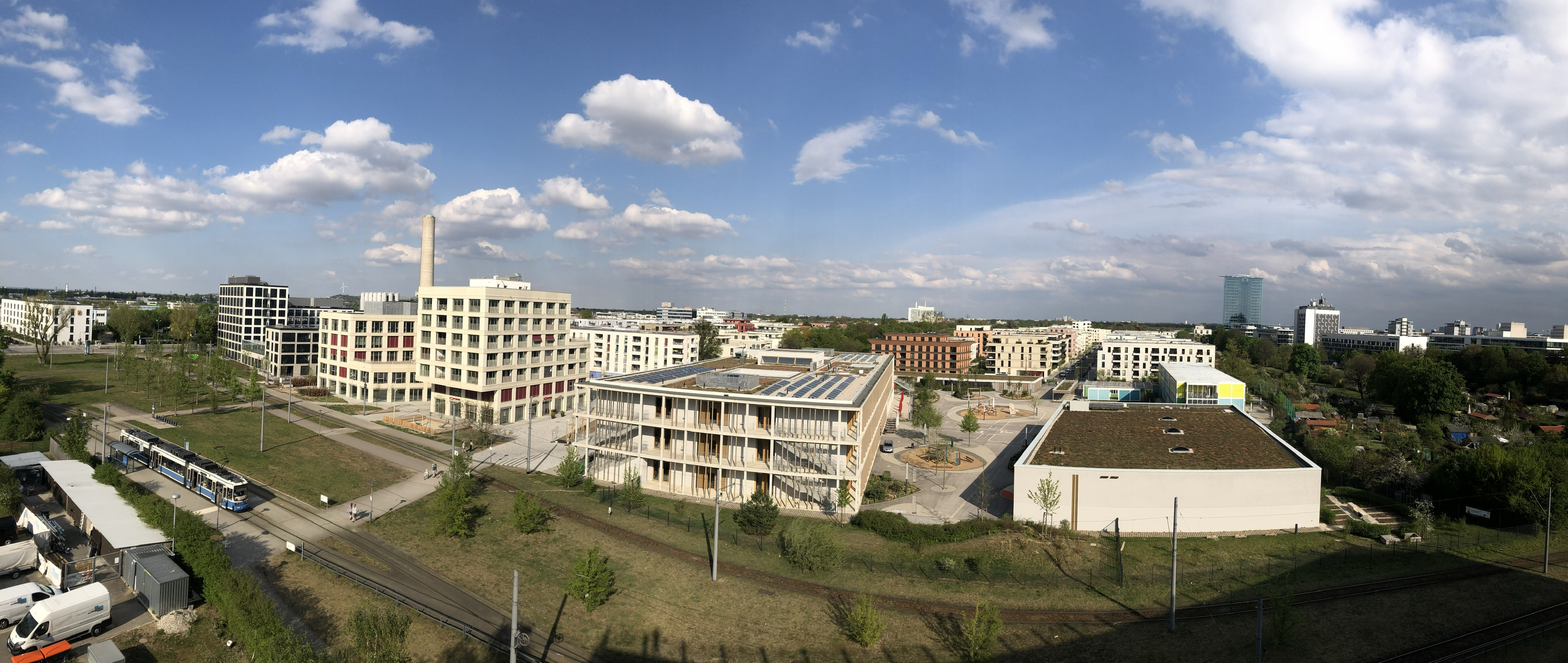
Domagkpark von Westen, im Vordergrund die Tramstation „Schwabing Nord“ und die Gebäude am Bauhausplatz, rechts die Grundschule am Bauhausplatz

Der Domagkpark ist ein 24,3 Hektar großes Stadtviertel in München. Es liegt im Norden des Stadtteils Schwabing im Stadtbezirk 12 Schwabing-Freimann.

## Beschreibung
Im Domagkpark liegen um eine große Parkanlage 1.600 Wohnungen für etwa 4.000 Menschen, Geschäfte, Cafés, Restaurants, Kindertagesstätten, Hotels, zwei Studentenwohnheime, eine Grundschule und Sportanlagen. Im Areal liegt die Künstlerkolonie Domagkateliers. Auf 8,7 Hektar der Fläche befindet sich das Sicherheitsgelände der Bundespolizei. Diese nutzt die bestehenden, zum Teil denkmalgeschützten Gebäude rund um den so genannten Ehrenhain und die dazugehörigen Sportflächen. Der Domagkpark ist über die Tramlinie 23 mit der Münchner Freiheit verbunden.
Namensgeber ist der Mediziner und Nobelpreisträger Gerhard Domagk.

## Lage

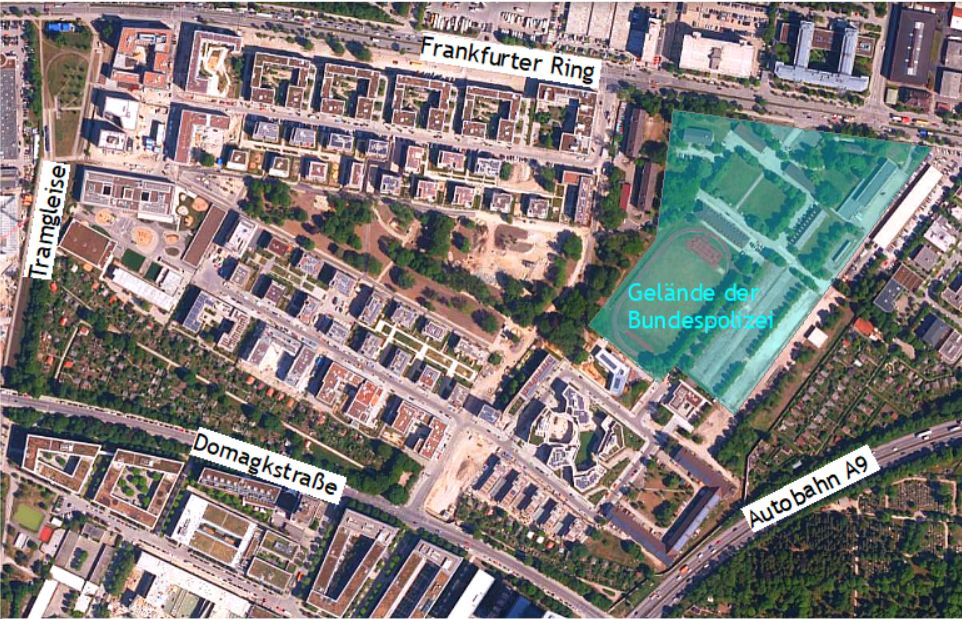
Luftbildaufnahme Domagkpark mit Straßennamen

Das Quartier liegt auf dem Gelände der ehemaligen Funkkaserne zwischen Frankfurter Ring und Domagkstraße, nördlich der Parkstadt Schwabing. Östlich ist es durch die Autobahn A9 sowie das Gelände der Bundespolizei begrenzt und westlich durch den Bauhausplatz und die Gleise der Trambahnlinie 23.

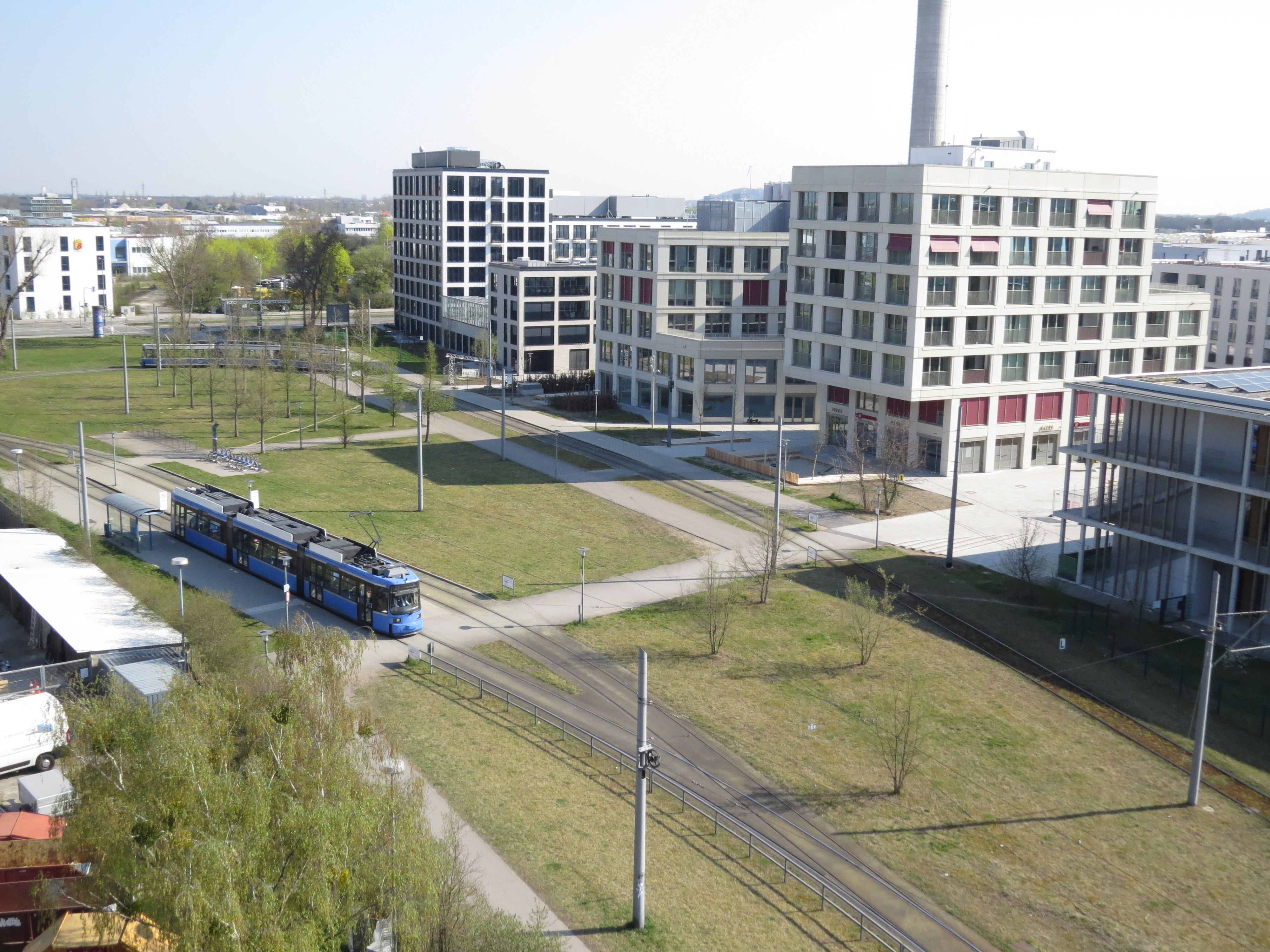
Trambahnstation Schwabing Nord auf der westlichen Seite des Domagkparks; hinter den Hochhäusern befindet sich der Bauhausplatz

Das Stadtviertel ist durch die Trambahnstation Schwabing Nord der Linie 23 und durch die Buslinien 177, 50, 150, X35 und X36 an den öffentlichen Nahverkehr angebunden.
Aktuell ist die Station Schwabing Nord die Endstation der Trambahnlinie 23, die für ihre Fahrt von der Münchner Freiheit bis dahin etwa acht Minuten benötigt. Die Verlängerung Richtung Norden ist bereits in Planung. Damit soll das Neubauviertel Bayernkaserne erschlossen werden und eine Verbindung zum U-Bahnhof Kieferngarten geschaffen werden. Es ist auch eine Haltestelle im Euro-Industriepark nahe dem SUMA-Center geplant. Nach der Kreuzung mit dem Frankfurter Ring überquert die geplante Neubaustrecke den Bahn-Nordring per Brückenbauwerk. Die Inbetriebnahme der 23er-Verlängerung ist aktuell für Ende 2026 vorgesehen.
Ebenfalls relevant für die öffentliche Anbindung des Domagkparks könnte eine in Planung befindliche S-Bahn-Linie sein, die auf den bereits bestehenden Bahngleisen des Nordrings schon ab 2026 verkehren soll. Diese Bahnstrecke wird aktuell nur für den Güterverkehr verwendet. Im Rahmen der Erweiterung der Strecke für den Personenverkehr soll überprüft werden, inwieweit die S-Bahnstrecke mit der Tramlinie 23 verbunden werden kann. Die bisherige Planung des benötigten Tram-Brückenbauwerks durch die SWM berücksichtigt die S-Bahn zwar noch nicht, allerdings sollen die Ergebnisse einer Machbarkeitsstudie zur Verknüpfung der beiden Verkehrsmittel an dieser Stelle möglichst bald in die Planung miteinfließen. Als Nordverlängerung der Tram 23 entsteht gerade die Tramlinie 24 in Richtung Am Hart im Nordwesten und Kieferngarten im Nordosten.

## Geschichte
Vom 15. bis zum Anfang des 19. Jahrhunderts war der heutige Domagkpark unbesiedeltes Gebiet des Landgerichts Dachau, einem altbaierischen, herzoglichen Herrschaftsbezirk, und war damit ab 1623 Teil des Kurfürstentums Bayern. Etwa 1,5 km nordöstlich lag das Dorf Freymann (erstmals 948 urkundlich erwähnt) und in ca. 2,5 km Entfernung in südlicher Richtung befand sich der Dorfkern von Schwabing (erstmals 782 urkundlich erwähnt).

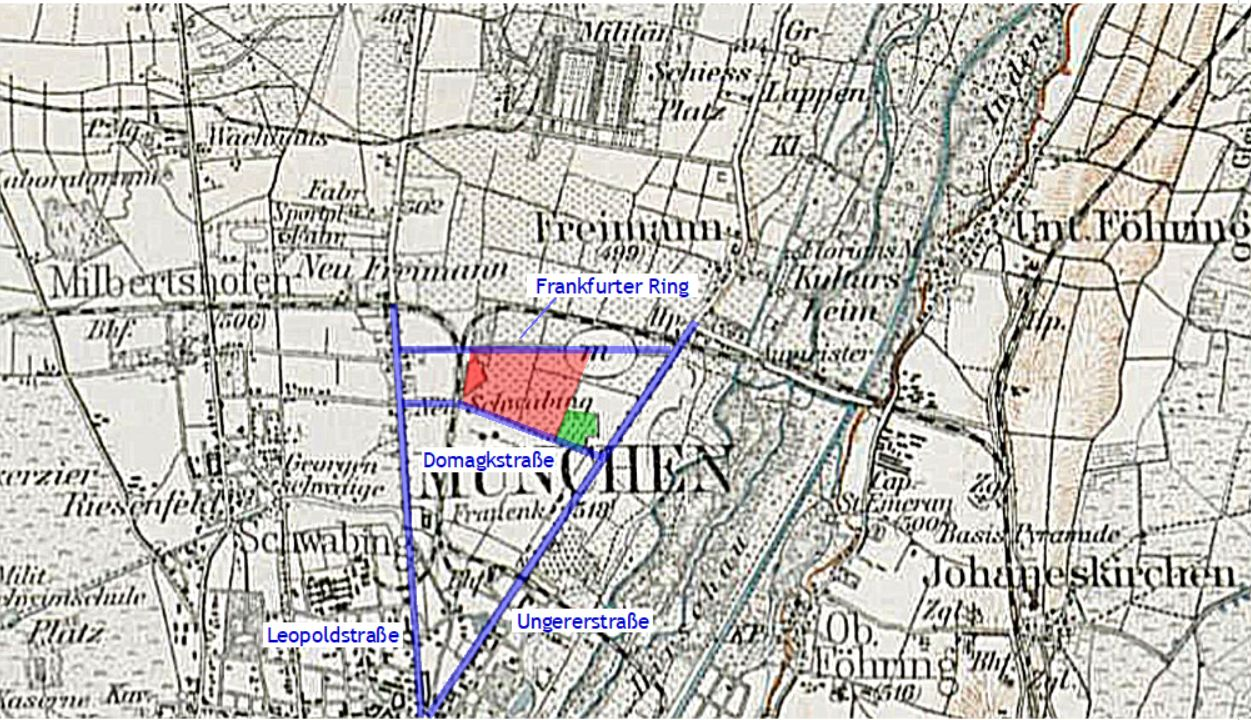
Historische Karte München von 1894 mit ungefährer Lage des Domagkparks (rot), auf dessen Gelände wohl im Rahmen der Gleisbauarbeiten eine Kiesgrube entstand (dunkelrot; heute befindet sich dort die Grundschule am Bauhausplatz). Zu sehen ist auch ein Friedhof (grün), der 1904 von der Israelitischen Kultusgemeinde aufgekauft und von da an Neuer Israelitischer Friedhof genannt wurde. Ergänzt wurden die heutigen Straßennamen (blau).

Im Jahre 1704 sammelten sich in einem Lager in der Nähe des Geländes in etwa zwischen Freymann und Schwabing die bayerischen Truppen nach der verlorenen Schlacht in Höchstädt, in dessen Folge Bayern gemäß dem Vertrag von Ilbesheim von Österreich besetzt wurde.
Im frühen 19. Jahrhundert zeigen historische Karten, dass in direkter Nähe des Geländes des heutigen Domagkparks zwei neue kleine Ortschaften entstanden sind. Beide Weiler entwickelten sich entlang der heutigen Ingolstädter Straße, Neu-Freymann in nördlicher Richtung beginnend etwa am heutigen Frankfurter Ring und in südlicher Richtung Neu-Schwabing bis etwa zur heutigen Griegstraße. Neu-Schwabing ist wohl der Ort, der dem Gelände des Domagkparks am nächsten lag.
Im Zuge der Montgelas´schen Verwaltungsreformen wurden die Landgerichtsbezirke im Kurfürstentum Bayern 1803 neu gegliedert. Ab 5. September 1803 gehörten Freimann und Schwabing nun zum neu gebildeten Landgericht München, das als Verwaltungs- und Gerichtsbehörde für das Land um die Residenzstadt München zuständig war und damit auch für das Areal des heutigen Domagkparks. Der bayerische Kurfürst und spätere König Maximilian Joseph und seine Beamten mussten zur Ermittlung der Grund- und Gebäudesteuer die Flächen des Landes genau vermessen. 1808 wurden deshalb innerhalb der Landgerichte Steuerdistrikte gegründet, dabei entstanden die Steuergemeinden Schwabing und Freymann, letzterer wurde das Gelände des Domagkparks zugewiesen. Die Gemeindegrenze von Schwabing lag allerdings nicht weit weg, sie verlief am Domagkpark entlang der heutigen Domagkstraße. Dies ist auch der Grund, warum sich damals in unmittelbarer Nähe zwei Zollhäuser befanden. Das Zollhaus stand an der damaligen Ingolstädter Landstraße, heute das Flurstück an der Leopoldstraße 246. Das zweite Zollhaus lag an der Ungererstraße Ecke Domagkstraße gleich neben dem Neuen Israelitischen Friedhof.
Der Friedhof, der auch schon in der historischen Karte Münchens von 1896 zu erkennen ist (siehe Abbildung), wurde 1904 von der Israelitischen Kultusgemeinde aufgekauft und von da an Neuer Israelitischer Friedhof genannt. Er befindet sich heute östlich der Domagkateliers. Da zwischen 1958 und 1960 die Autobahn A9 von der damals schon bestehenden Anschlussstelle Freimann bis nach Schwabing verlängert wurde, verläuft die Bundesautobahn genau zwischen dem Domagkpark und dem Friedhof. Auf ihm liegt der erste Ministerpräsident des Freistaats Bayern Kurt Eisner begraben.
Immer wieder kam es zu kleineren Grenzkorrekturen zwischen den beiden Nachbargemeinden Freimann und Schwabing. Insbesondere der Bau des Güterbahnhofs Schwabing und des Nordrings mit der über 8,8 km langen Bahnstrecke nach München-Moosach über den Bahnhof Milbertshofen (Fertigstellung 1901) sowie der Bahnstrecke von Schwabing über Freimann und Johanneskirchen nach München Ost (Fertigstellung 1909) sorgten dafür, dass sich die Gemeindegrenze Freimanns verschob. Seitdem gehört das Areal des heutigen Domagkparks zu Schwabing und damit auch zur Stadt München, da Schwabing 1890 eingemeindet wurde. Es war zunächst dem XXI. Stadtbezirk (Schwabing) zugeordnet, der zwei Jahre später im Zuge einer Neueinteilung aufgrund der zunehmenden Bevölkerungsdichte zum XXII. Stadtbezirk umbenannt wurde. Die Güterzüge, die früher von Schwabing bzw. von der Lokomotivfabrik J. A. Maffei in der Hirschau oder auch vom Städtischen Elektrizitätswerk am Schwabinger Krankenhaus ein Ziel Richtung München Ost ansteuerten, fuhren fortan am heutigen Bauhausplatz bzw. der Grundschule am Bauhausplatz vorbei, wo sie anschließend den heutigen Frankfurter Ring querten.
Spätestens seit 1905 existierte auf dem heutigen Areal ein Golfspielplatz, davon zeugt eine Postkarte des Club-Hauses. Auch noch in den 1930er-Jahren ist die Sportstätte in einem Stadtplan verzeichnet. Zu dieser Zeit fuhr ungefähr entlang der heutigen Ungererstraße eine elektrische Eisenbahn vom Nordfriedhof nach Freimann.

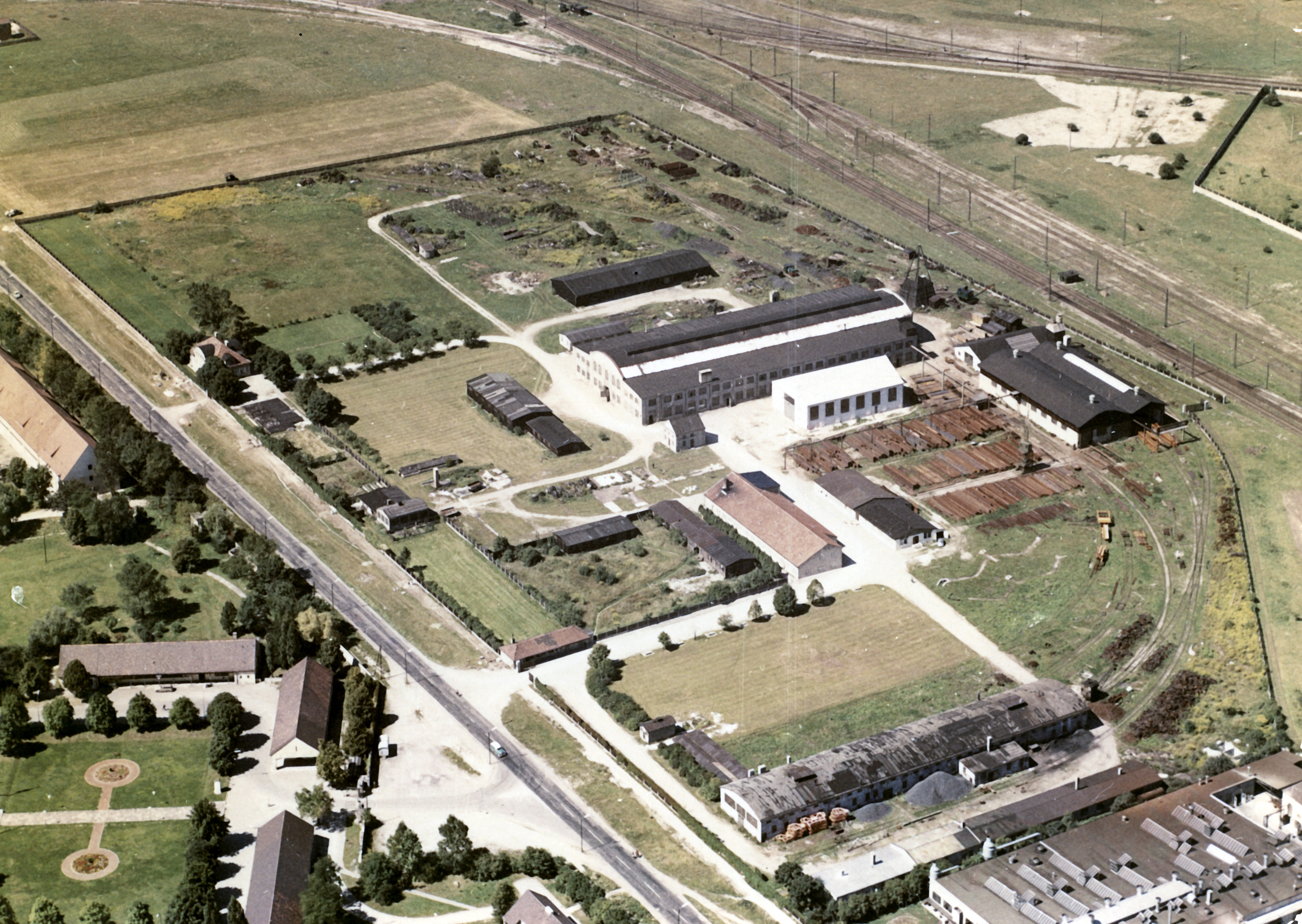
Luftaufnahme des Betriebsgeländes der Maurer SE München, damals noch gegenüber der ehemaligen Funkkaserne gelegen (Aufnahme von 1940–1963)

1925 verlegt die seit 1876 in München ansässige Metallwarenfabrik Friedrich Maurer´s Söhne ihren Firmensitz an den Frankfurter Ring 193. Von da an kann das Unternehmen auch Eisenkonstruktionen anbieten, wie Hallen- und Dachkonstruktionen, Kranbahnen und Brücken. Die beginnende Elektrifizierung der Reichsbahn lässt die Firma weiter wachsen, sodass das benachbarte Grundstück der ehemaligen Bergmannwerke aufgekauft und das Betriebsgelände vergrößert wurde. Auch heute noch existiert das mittlerweile international tätige Familienunternehmen unter dem Namen Maurer SE mit über 1.000 Mitarbeitern und hat seine Firmenzentrale unverändert am Domagkpark gegenüber der östlichen Ausfahrt der Max-Bill-Straße. Unter anderem wurde hier das größte transportable Riesenrad der Welt mit einer Höhe von 80 Metern fertiggestellt, welches man zur Bauzeit von weitem schon am Frankfurter Ring erkennen konnte. Die ab April 2019 unter dem Namen Hi-Sky, ab Juli 2020 dann als Umadum betriebene Anlage im Münchner Werksviertel in der Nähe des Ostbahnhofs soll bis Frühjahr 2022 in Betrieb bleiben.

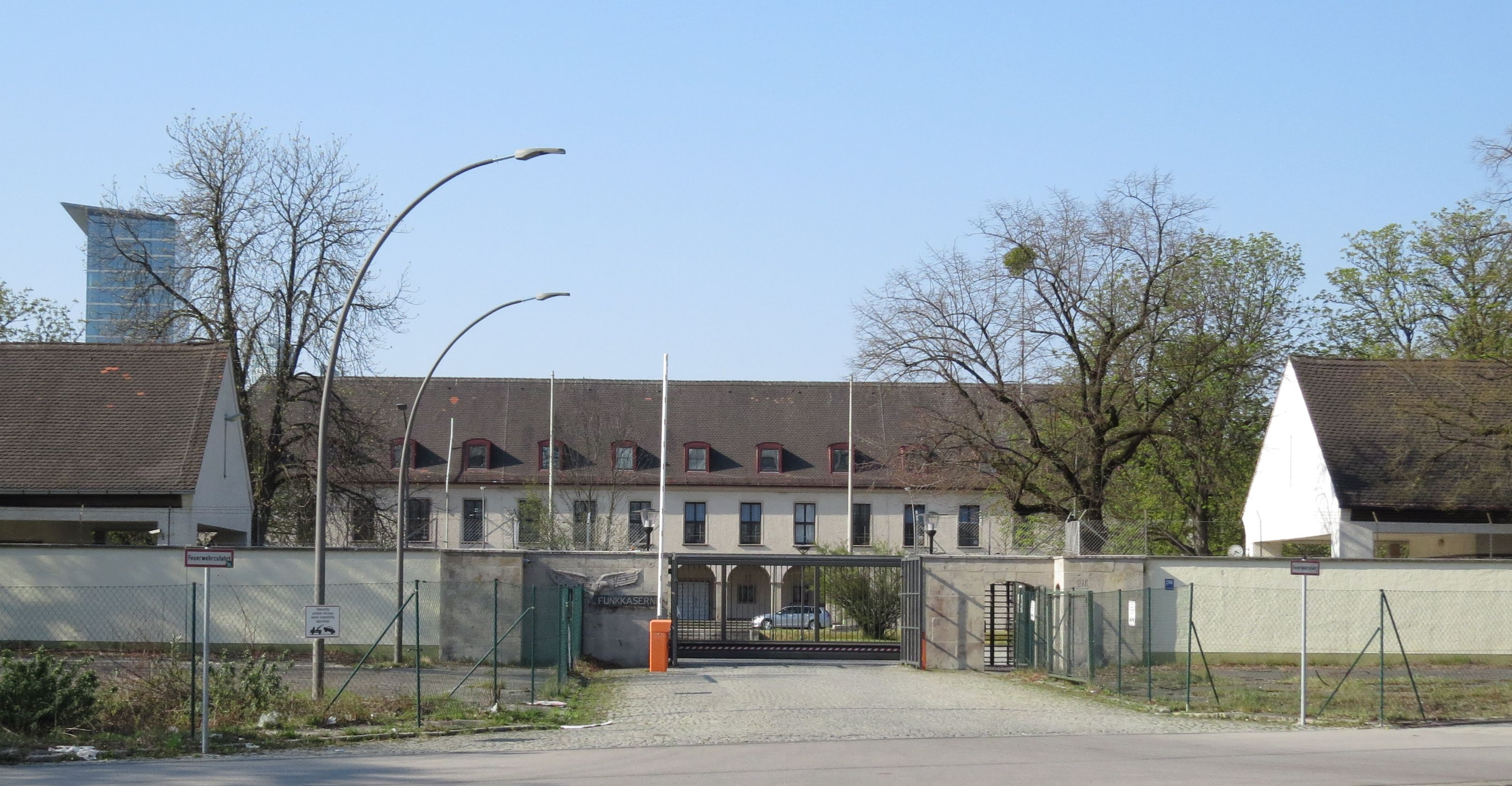
Zufahrt zur ehemaligen Funkkaserne im Jahr 2020 (heute Bundespolizei)

Zwischen 1936 und 1938 wurde von den Nationalsozialisten dann die Funkkaserne als Luftwaffen-Nachrichten Kaserne erbaut und der Golfspielplatz wurde aufgelöst. Nach dem Zweiten Weltkrieg betrieb die US-Armee hier eine Übergangsunterkunft für überwiegend aus Osteuropa verschleppte Zwangsarbeiter. Die „UN relief and rehabilitation administration“ (UNRRA) kümmerte sich von hier aus um deren Rückführung.
Bei der Stadtbezirkseinteilung vom 2. Februar 1954 wurden die Stadtbezirke umbenannt. Da seit 1931 auch Freimann zum Stadtbezirk gehörte, war das Gelände des heutigen Domagkparks nun Teil des Stadtbezirks Schwabing-Freimann.

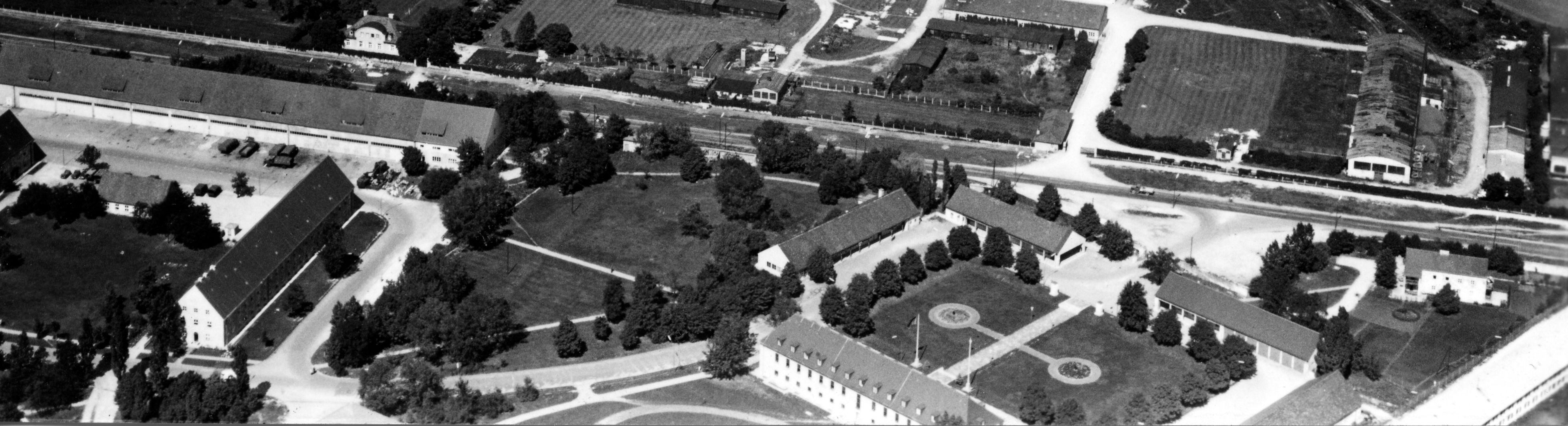
Luftbildaufnahme der ehemaligen Funkkaserne in München (Aufnahmedatum unbekannt, um 1950); die Straße ist der heutige Frankfurter Ring und hieß früher Freimanner Straße

Im Jahr 1956 ging die Kaserne in die Verantwortung der Bundeswehr über. Bis 1992 war die Funkkaserne Standort für mehrere Pionierbataillons und einer Panzerkompanie.
Nach dem Ende der militärischen Nutzung leitete die Landeshauptstadt München 1992 eine städtebauliche Entwicklungsmaßnahme für das Kasernengelände ein.
Ab 1993 wurden einzelne Gebäude für die zivile Nutzung freigegeben und der Einzug der ersten Künstlerateliers begann. Zeitweise verteilten sich bis zu 300 Ateliers über das Gelände, was die „Domagkateliers“ zu einer der größten Künstlerkolonien Deutschlands machte. Von 1984 bis 2008 befand sich in den ehemaligen Instandsetzungshallen der Kaserne die Alabamahalle, die bekannt war für die an Wochenenden stattfindenden Schlager- und Charts-Partys. Von 1994 bis 1997 war hier auch der Aufzeichnungsort für die Fernsehsendung Live aus dem Alabama, ein mit dem Grimme-Preis ausgezeichnetes wöchentliches Jugendmagazin des Bayerischen Rundfunks (BR).
Zum 1. September 1995 legte die Deutsche Bahn den nördlichen Abschnitt der Bahnstrecke Freimann–Schwabing entlang des heutigen Bauhausplatzes still, nachdem schon bis 1988 der Bahnhof Schwabing und der südliche Abschnitt der Bahnstrecke abgebrochen worden waren.

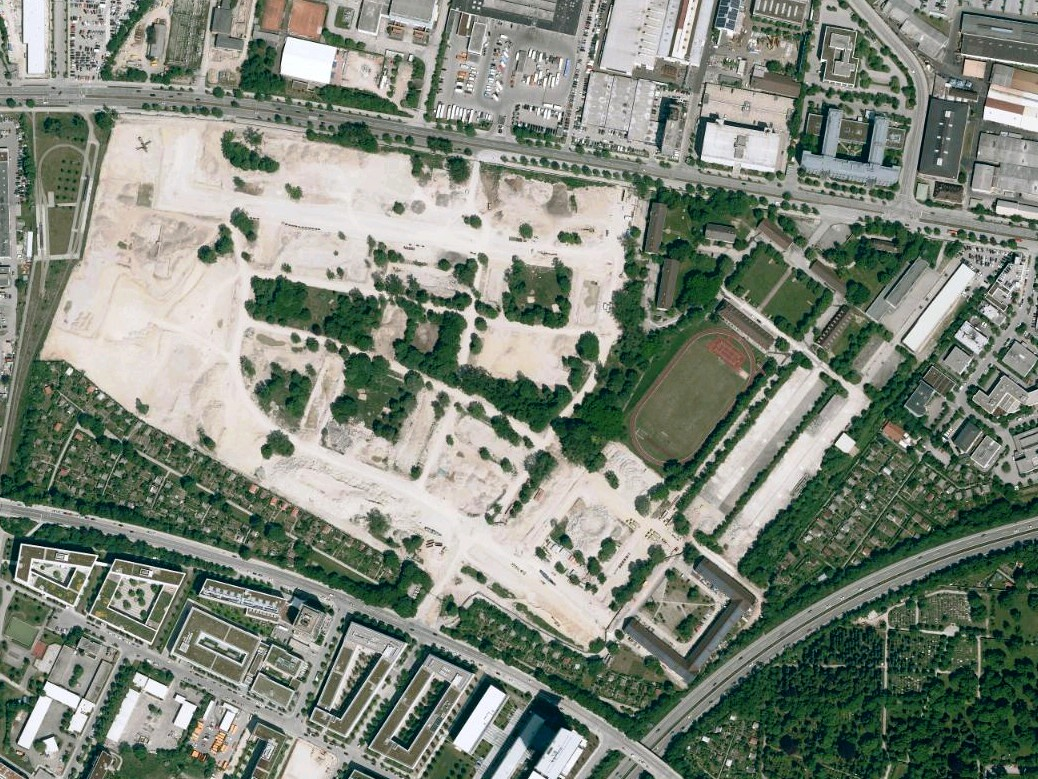
Baufeld im Jahr 2012

Die Stadt erstellte ein Strukturkonzept und auf dessen Grundlage wurde ein städtebaulicher und landschaftsplanerischer Ideenwettbewerb ausgelobt, den 2002 die Berliner Büros Ortner & Ortner Baukunst sowie Topotek 1 Landschaftsarchitekten für sich entschieden.
Im Jahr 2005 wurde ein Teilbereich von etwa 24,3 Hektar durch die Landeshauptstadt München erworben. Die restliche Fläche von ca. 8,7 Hektar verbleibt im Eigentum der Bundesrepublik. Hier etablierte sich nun das Stammgelände der Bundespolizei in München. Sie nutzt die bestehenden, zum Teil denkmalgeschützten Gebäude rund um den „Ehrenhain“ und die dazu gehörigen Sportflächen und plant eine weitere bauliche Verdichtung.
Am 20. März 2007 wurde mit dem Bau der Trambahnlinie 23 begonnen. Diese verkehrt seit Fertigstellung am 12. Dezember 2009 auf der Trasse der ehemaligen Bahnstrecke zum Güterbahnhof Schwabing.
Am 8. Dezember 2010 wurde der Bebauungsplan mit Grünordnung Nr. 1943 b Frankfurter Ring (südlich), A9 Berlin-München (westlich) und Domagkstraße (nördlich) – ehemalige Funkkaserne – als Satzung vom Ausschuss für Stadtplanung und Bauordnung des Stadtrats beschlossen.
Vor dem Hintergrund der besseren Vermarktung erfolgten Überlegungen über eine Umbenennung. Jetziger Namensgeber ist der Mediziner und Nobelpreisträger Gerhard Domagk. Nachdem durch Bibliotheksrecherchen sichergestellt wurde, dass der Name Gerhard Domagk, nach dem das Areal benannt werden sollte, nicht durch die Zeit des Nationalsozialismus belastet ist, stimmte der Stadtrat 2015 einer Umbenennung zu.
Im Jahr 2013 begannen die Bauarbeiten für die ersten 420 Wohnungen am Frankfurter Ring, dem nördlichen Eingang zu dem neuen Stadtquartier. Dieser erste Wohnbauabschnitt wurde durch die städtische Wohnungsbaugesellschaft Gewofag realisiert, eine Wohnbebauung, die auch als Schutzwall gegen den Lärm des regen Verkehrs auf dem Frankfurter Ring fungiert.
Das letzte Gebäude (Gertrud-Grunow-Str. 2) wurde 2019 fertiggestellt. Dort entstanden 1.200 m² Gewerbefläche (Büros und eine Bäckerei mit Cafe im Erdgeschoss), sowie 143 Apartments, welche nur an Studenten und Auszubildende vermietet werden.

## Gestaltung
Bei der Planung des neuen Stadtviertels sollten die Fehler, die bei vorherigen Bauprojekten der Stadt gemacht wurden, wie zum Beispiel bei der Messestadt Riem, von vornherein ausgeschlossen werden. Es wurde deswegen ein Quartiersmanagement eingesetzt, das die Arbeiten aller Beteiligten koordinierte und moderierte. Grundsätzlich sollte eine gute Durchmischung der Bevölkerung erreicht werden, weswegen es Vorgaben über die Menge an Genossenschaften, Sozialwohnungen, Eigentumswohnungen, Studentenwohnheimen und behindertengerechten Wohnungen gab. Zudem sollte es nicht nur Geschäfte und Gastronomie an einem Platz im Viertel geben, sondern diese sollten sich mehr über das Areal verteilen. Es wurden deswegen nicht nur konzentriert am Bauhausplatz, sondern auch in den Erdgeschossen mehrerer Wohnhäuser verteilt im Domagkpark Gewerbeflächen realisiert, so wie es in urbanen Stadtvierteln üblich ist. Wichtig war den Planern auch, dass die einzelnen Häuser bzw. Häusergruppen sich architektonisch und farblich voneinander unterscheiden.
Um das Viertel vor dem Lärm der des viel befahrenen Frankfurter Rings möglichst gut zu schützen, wurden fast alle Treppenhäuser der an dieser Straße anliegenden Wohnhäuser zur Straße ausgerichtet. Zwischen den Häuserblöcken wurden 14 m hohe, fast vollständig verglaste Lärmschutzwände errichtet.

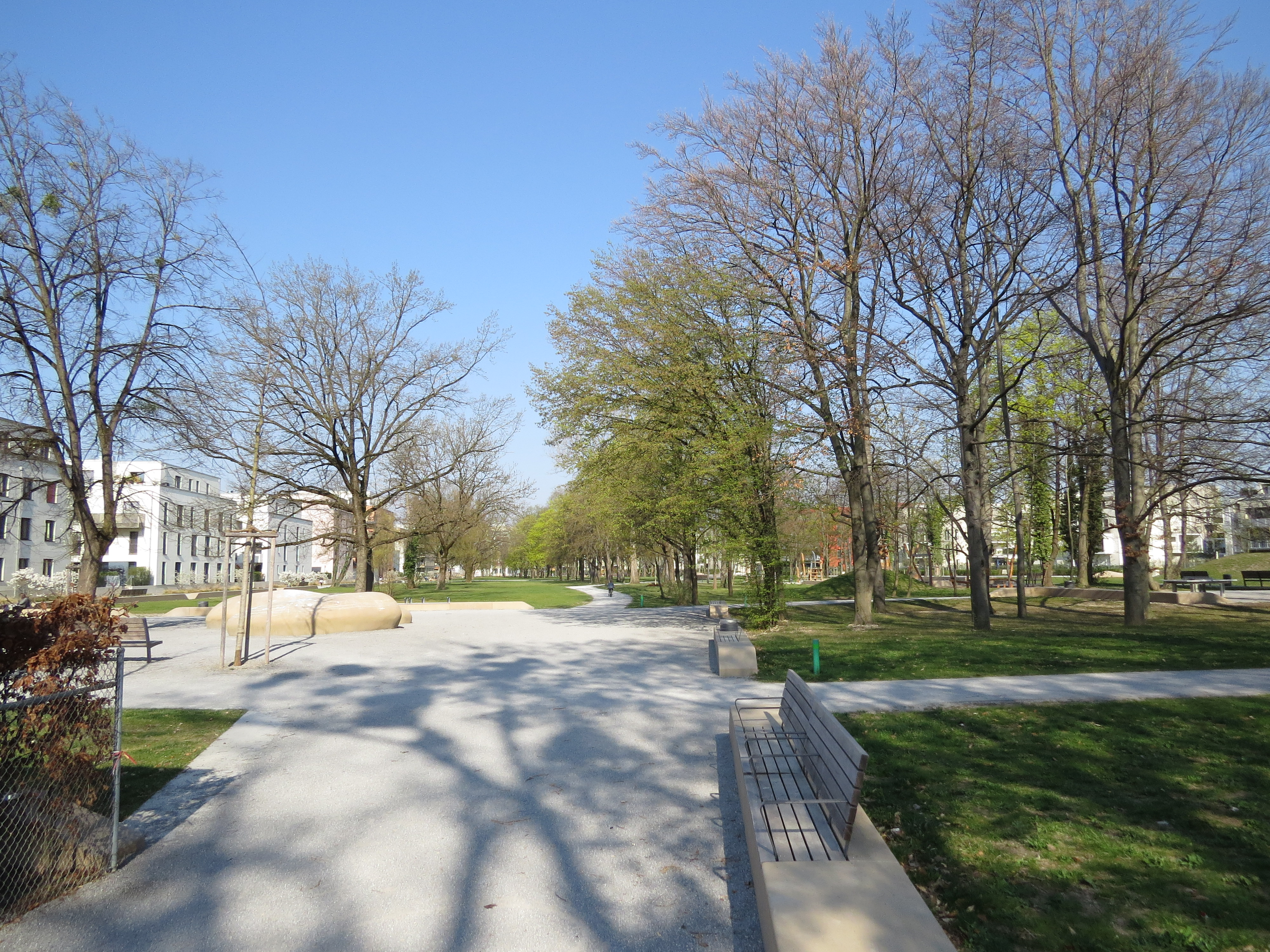
Zentrale Parkanlage im Domagkpark mit altem Baumbestand, aufgenommen im südöstlichen Teil der Anlage mit Blickrichtung nach Westen

Die Grundstücke im Süden des Baugebietes wurden im Schwerpunkt an Wohnungsbaugenossenschaften und Baugemeinschaften vergeben, die im Sinne der Quartiersentwicklung ihre Bauvorhaben untereinander abstimmten. Im nördlichen Teil befinden sich entlang des Frankfurter Rings 420 Wohnungen der Genossenschaft Gewofag, östlich befindet sich daran anschließend ein Studentenwohnheim und eine Kindertagesstätte, westlich daran anschließend ein Wohnhaus mit Eigentumswohnungen und mehreren Gewerbeeinheiten im Erdgeschoss. Nördlich des Parks entstanden mehrere Punkthäuser, die hauptsächlich Wohnungen enthalten. Das Zentrum des Quartiers ist der Bauhausplatz, der sich am nordwestlichen Ende des Domagkparks befindet. In seiner Nähe befinden sich eine Grundschule, zwei Restaurants, Einzelhandelsflächen und ein Hotel, sowie die Tramstation "Schwabing Nord".
In der Mitte des Areals liegt ein Park mit altem und neuem Baumbestand sowie zwei Spielplätzen. Nördlich führt die Winterpromenade am Park entlang und südlich die Sommerpromenade.
Um der Siedlung eine eigene Identität und einen eigenen Gebietscharakter zu verleihen, wurde für die Umsetzung ein Gestaltungsleitfaden erarbeitet, der Grundstrukturen wie etwa ein Farbkonzept vorgibt. Der Leitfaden wurde in die Kaufverträge der Grundstücke aufgenommen und bildet die Grundlage für das Beratungsgremium zur Beurteilung der Bauvorhaben.
Aus dem Gestaltungsleitfaden der Stadt ergaben sich folgende Vorgaben zur Gestaltung des Quartiers:
- Bei den am Park gelegenen Punkthäusern sollen die letzten beiden Geschosse als Maisonette ausgebildet werden. Das letzte Geschoss wird bei den Punkthäusern grundsätzlich als Terrassengeschoss ausgebildet.
- Die Gebäude sollten sich grundsätzlich in klaren Kubaturen zeigen. In der Ausgestaltung sollte allerdings zwischen Gebäudeseiten an öffentlichen Verkehrs- oder Freiflächen und Gebäudeseiten zu privaten Freiflächen unterschieden werden, um eine zu eintönige Quartiersgestaltung zu vermeiden.
- Zu den öffentlichen Räumen sollten Freisitze als Loggien ausgebildet werden. Auf Vorbauten wie zum Beispiel Balkone, Erker oder Vordächer sollte zu den öffentlichen Räumen hin generell verzichtet werden. Zu den privaten Freiflächen können sich die angrenzenden Gebäudeseiten öffnen.
- Balkone sollten freischwebend und nicht aufgeständert errichtet werden.
- Häuser, die an einem Platz gelegen sind, sollten platzseitig erschlossen werden. Die am Park liegenden Punkthäuser werden von einem barrierefreien Zugang über eine Rampe, die von der Straßenseite auf das Grundstück führt, erschlossen. Die Häuser an der Straße sollten straßenseitig erschlossen werden. Nebenräume wie Fahrrad- und Trockenräume sollten im Untergeschoss untergebracht werden. Müll- und Kinderwagenräume werden hausweise beziehungsweise zugangsweise im Erdgeschoss untergebracht.
- Das Stimmungsbild, dem der Leitfaden in der Auswahl von Material und Farben folgt, ist das Bild eines freundlich bis heiter anmutenden Quartiers. Unter dem blauen Himmel Münchens, eingebunden im Grün der Umgebung, entsteht ein Stadtteil in gemischten erdigen Farbtönen. Das Farbschema zeigt Beigeabstufungen sowie belebende Rottöne für die Putzfassaden, die mit den beigen bis gräulichen Nuancen der Kalksteine für den Sockel- und Belagsbereich harmonisieren. Das umlaufende Grün steht für die Einbindung in Grünflächen und die angedachte Bepflanzung. Alle Fassaden sollten eine monochrome Farbgebung erhalten. Die großflächigen Gebäude (U-Typen, L-Typen) entlang der Domagkstraße und dem Frankfurter Ring sollten in einem homogenen leicht nuancierten hellen Farbraum gehalten werden. Die Punkthäuser sollten vergleichsweise kräftigere und zueinander unterschiedlichere Farbtöne aufweisen. Gebäude an öffentlichen Plätzen erhalten betont mittelhelle Farben und markieren die ‚Quartiersecken‘. Die Baukörper sollten entsprechend dem Farbkonzept eine Farbgebung im Spektrum von hellen Sand- und Beigetönen bis hin zu leicht ockerfarbenen sowie gelblich bis rötlich nuancierten Tönen haben. Ausgewählte markante Punkte sollten in einem roten oder bräunlichen Ton (HBW ca. 30–40 %) hervorgehoben werden. Hohe Blau- und Grünanteile sollten vermieden werden.
- In den Kerngebieten (MK) sind als heimische Großbäume erster Wuchsordnung (>20 m Höhe) und in den übrigen Baugebieten (WA) als Laubbäume zweiter Wuchsordnung (10–20 m Höhe) zu setzen. Bestandsbäume werden, sofern möglich, erhalten und integriert. Grundsätzlich ist je 200 m² nicht überbauter Grundstücksfläche ein Baum gefordert (vgl. Bebauungsplan mit Grünordnung Nr. 1943 b). Bezugnehmend auf den Quartierspark werden die Bäume auf den privaten Freiflächen in lockeren Baumgruppen angeordnet. Einzige Ausnahme bildet das Baufeld WA 11, in dem die Pflanzungen in Reihe um den mittigen Spielbereich gesetzt werden sollen, um die Hofsituation des Ensembles zu stärken. Den Baufeldern der Punkthäuser werden mehrstämmige Laubbäume mit auffallendem Herbstaspekt oder lichte Nadelbäume zugeordnet, während die Höfe der U-Häuser im Norden von kleinen Baumarten mit feingliedriger Belaubung bzw. im Süden mit kleinen Obstbäumen bespielt werden. In den Zwischenbereichen der U-Häuser finden sich in Weiterführung der Parkvegetation große heimische Laubbaumarten. Im Bereich der Zeilenbebauung WA 10 und WA 11 wird der Baumbestand mit entsprechenden Baumarten ergänzt, die Zeilenbebauung WA 17 knüpft mit kleinen Obstbaumsorten an die Thematik der südlich angrenzenden Kleingärten an.

## Erweiterungspläne
Die Stadt München versucht auch noch das Gelände der Bundespolizei zu erwerben und damit den Domagkpark zu erweitern. Auf den restlichen 8,7 ha der ehemaligen Funkkaserne befinden sich teilweise denkmalgeschützte Gebäude und ein großer Sportplatz. Das Grundstück gehört der Bundesrepublik Deutschland und die dafür zuständige Bundesanstalt für Immobilienaufgaben (BImA) prüft derzeit, ob sie das Areal für eigene Zwecke benötigt oder veräußern kann.

## Architektur im Domagkpark
Zentrum des Quartiers ist der Ende 2020 fertiggestellte Bauhausplatz. Dort liegen die Grundschule und Wohn- und Geschäftshäuser mit Gastronomie und Einzelhandel sowie das Horizont-Haus. Zudem bildet er das Entree, den Auftakt/Anfang, zur östlich anschließenden zentralen Parkanlage. Am 13. Mai 2016 wurde über die Ergebnisse eines Planungsworkshops (durchgeführt vom Baureferat der Stadt München) für den neuen Platz entschieden. Ein Gremium empfahl den Entwurf „Umsonst und Draußen“ des Teams Burger Kühn / Olaf Metzel mit großer Mehrheit zur Realisierung und begründete ihre Entscheidung:
„Die Idee des Teams ist es, den Bauhausplatz mit dem Motiv „Sitzbank“ als zentralem Element zu konzipieren. Die Sitzbank wird als Symbol für den öffentlichen und konsumfreien Raum und als Synonym für Aufenthaltsqualität gesehen. So werden zahlreiche Sitzbänke unter einem Dach aus grob geschnittenen Platanen zum Verweilen angeboten. Durch die Stapelung von Sitzbänken entsteht eine turmartige Brunnenskulptur. Einzelne Lattungen der Sitzbänke und der zur Brunnenskulptur verbauten Bänke dienen als Leuchtkörper und erzeugen eine besondere nächtliche Atmosphäre.
Vom Gutachtergremium wird festgestellt, dass hier die Verzahnung von Kunst und Landschaftsarchitektur besonders gut gelungen ist. Die Verwendung der klassischen Elemente des öffentlichen Raums (Bänke, Bäume, Brunnen, wassergebundene Decke) in der vorgeschlagenen künstlerischen Anordnung überzeugt. Die Anzahl und Anordnung der Sitzbänke bietet eine hohe Aufenthaltsqualität und die Möglichkeit, an verschiedenen Stellen des Platzes ohne Konsumzwang zu verweilen. Die Brunnenskulptur wirkt als starke, dem Platzraum angemessene Setzung und kann dort eine Signetwirkung für das ganze Quartier entfalten. Die unterschiedlichen Tag- und Nachtansichten mit ihrer Lichtatmosphäre überzeugen. Durch die geschickte Positionierung der Platanen mit der Ausbildung von Kronendächern wird eine raumbildende Wirkung erzielt. Insgesamt erscheinen die Proportionen der Flächen gut gewählt und die räumliche Umsetzung der Idee als sehr gelungen. Der große Anteil an unversiegelter Fläche wird sehr positiv bewertet. Gleichzeitig bieten die unversiegelten Flächen sehr gute Voraussetzungen für das Wachstum der Bäume.
Die Ausformulierung der Situation vor der Schule als eigenständiger Bereich, ohne diesen von der zentralen Platzfläche abzugrenzen, wird anerkannt und das damit eröffnete Aufenthaltsangebot speziell für die Schule begrüßt. Die Realisierung des Brunnens und der Banklattenbeleuchtung wird als aufwändig aber machbar beurteilt. Das Gutachtergremium empfiehlt, dass bei der weiteren Planung und Realisierung künstlerische und gestalterische Aspekte gleichrangig mit den Erfordernissen der Verkehrssicherheit, Wirtschaftlichkeit und dem Schutz vor Vandalismus zu berücksichtigen sind. Wenn erforderlich ist die Konstruktion und konkrete Ausgestaltung des Brunnenskulptur daher anzupassen. Eine konventionelle Beleuchtung ist ggf. zu ergänzen.“

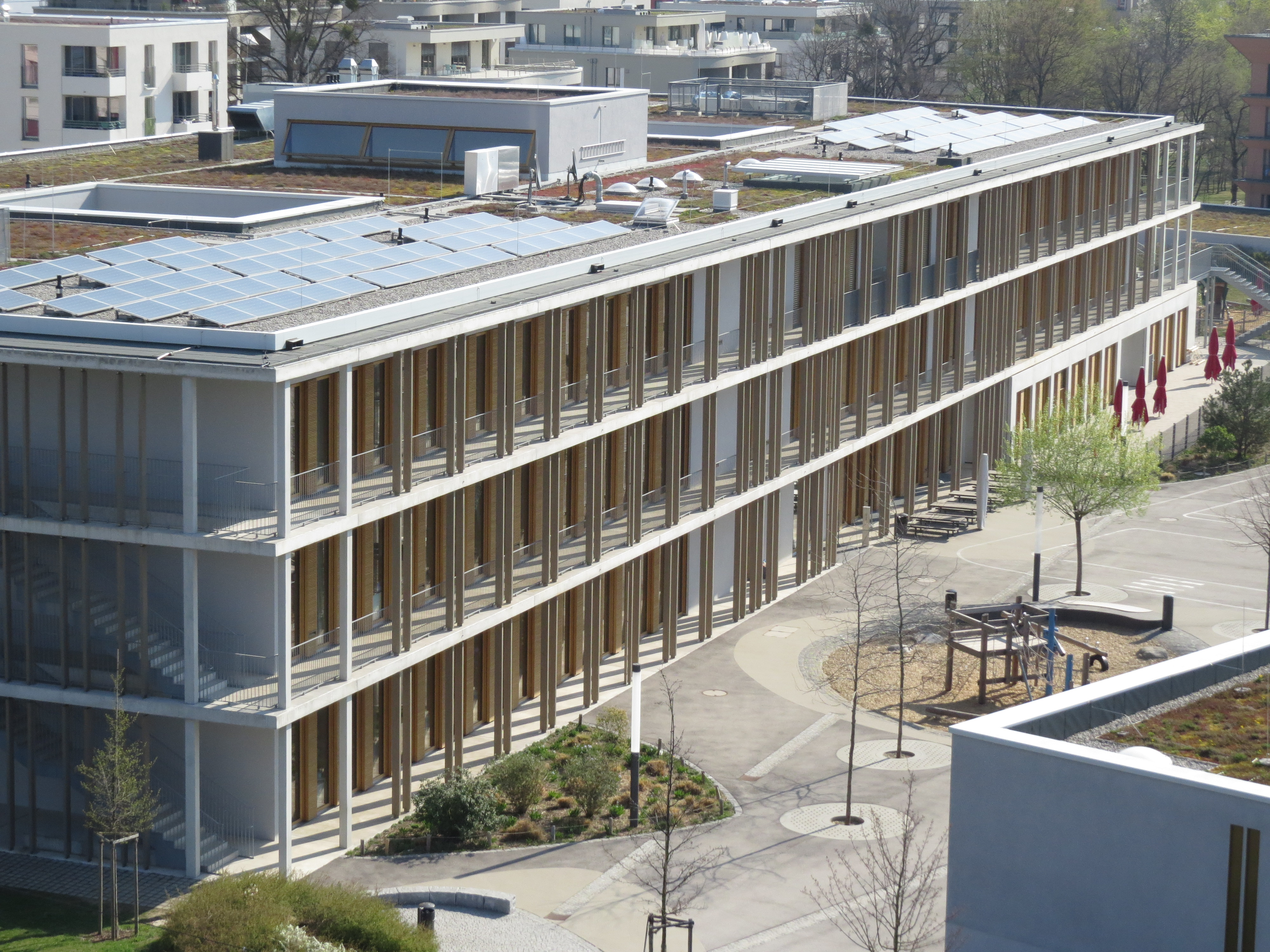
Grundschule am Bauhausplatz, Rückseite mit Pausenhof

Die Grundschule am Bauhausplatz wurde nach dem Münchner Lernhauskonzept gebaut und ist aufgrund der modularen Bauweise fast baugleich mit vier weiteren Grundschulen in München. Die Stadt München wollte so nicht nur Geld sparen, sondern auch Zeit, um den stetig steigenden Schülerzahlen gerecht zu werden. Geplant haben das Schulgebäude die Architekten Wulf, das sich durch die zwölf Zentimeter starken, drei Meter breiten und 10,5 Meter langen Tonnengewölbe aus Sichtbeton auszeichnet, die die Räume stützenfrei überspannen. Sie wurde am 11. Juli 2019 eingeweiht. Das Schulhaus ist eingeteilt in sogenannten „Lernhausmodule“, welches jeweils aus vier Klassenzimmern, zwei Räumen für die Ganztagsbetreuung und einem Teamraum für die Lehrer. Neben dem Teamraum liegen die Sanitäranlagen, ein Materiallager sowie zwei offene Nischen, die zum Beispiel zum Lernen benutzt werden können. In der Mitte eines Clusters befindet sich noch ein Pausenraum. Damit sollen diese kleinen Cluster weitgehend autonom agieren und funktionieren wie eine kleine Schule innerhalb einer großen Schule. Die ums Schulhaus laufenden Loggien dienen als Rettungswege.
Ebenfalls am Bauhausplatz gelegen ist das Horizont-Haus Domagkpark des HORIZONT e. V. in München. Mit einem ganzheitlichen Konzept verfolgt der Verein das Ziel, wohnungslosen Müttern und ihren Kindern ein Dach über dem Kopf zu geben, und ihnen mit zusätzlichen Angeboten ein selbstbestimmtes Leben zu ermöglichen. In dem Haus haben 48 ehemals wohnungslose Familien ihren festen Wohnsitz. Zusätzlich gibt es dort die Kulturbühne Spagat, eine Kindertagesstätte und ein öffentliches Restaurant. Die Kulturbühne Spagat präsentiert ein vielfältiges Programm aus Theater, Musik, Lesungen und Kabarett.

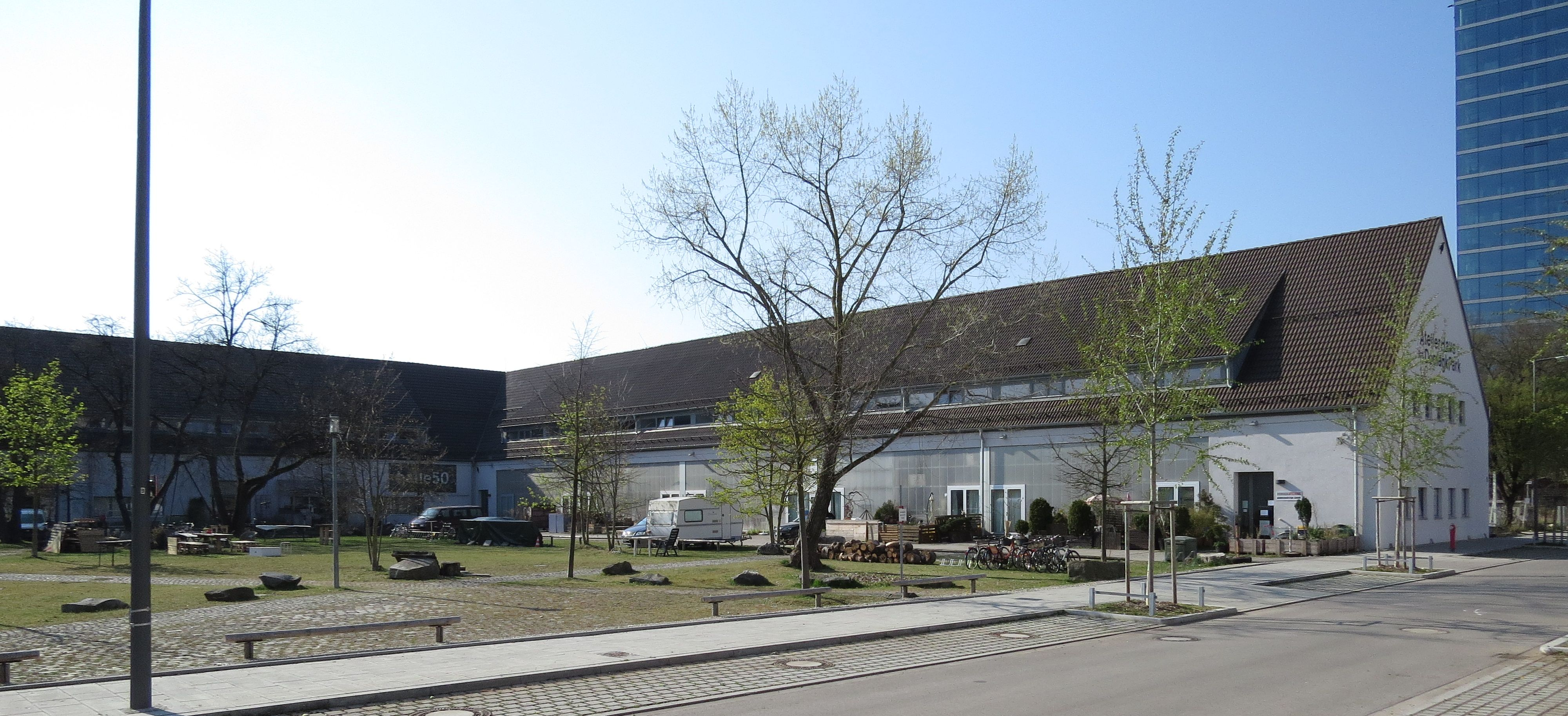
Atelierhaus im Domagkpark, Halle 50

Am südöstlichen Ende des Stadtquartiers befindet sich das Städtische Atelierhaus am Domagkpark (Baujahr 1936). Seit den 1990er Jahren hatte sich auf dem Gelände der ehemaligen Funkkaserne im Rahmen einer Zwischennutzung eine der größten Künstlerkolonien Europas entwickelt, die unter dem Begriff DomagkAteliers weit über Münchens Grenzen hinaus bekannt wurde. Als sich Mitte der 2010er Jahre konkretisierte, dass die alten Kasernengebäude einem neuen Wohnviertel weichen werden, beschloss der Stadtrat der Landeshauptstadt München den Erhalt von "Haus 50", dem größten Gebäude, das zukünftig als städtisches Atelierhaus betrieben werden sollte. Ab 2007 erfolgten der Ankauf und die Sanierung von "Haus 50" und der zusätzliche Ausbau des Südflügels mit einer Investitionssumme von 5,35 Mio. Euro. 2009 war das Haus bezugsfähig. Seither werden etwa 100 Atelierräume mit einer Größe von 14 bis 95 Quadratmeter von der Stadt München für jeweils fünf Jahre an Künstlerinnen und Künstler überlassen. Die Belegung des Atelierhauses erfolgt im Rahmen eines Bewerbungsverfahrens und wird vom Stadtrat entschieden. Zusätzlich werden von der Stadt zwei Gastateliers mietfrei für den internationalen Austausch zur Verfügung gestellt. Der Ausstellungsraum im Städtischen Atelierhaus am Domagkpark mit über 160 m² Fläche dient vorwiegend als Präsentationsforum für die Künstlerinnen und Künstler im Atelierhaus. Auch andere künstlerische Nutzungen sind auf Anfrage möglich.

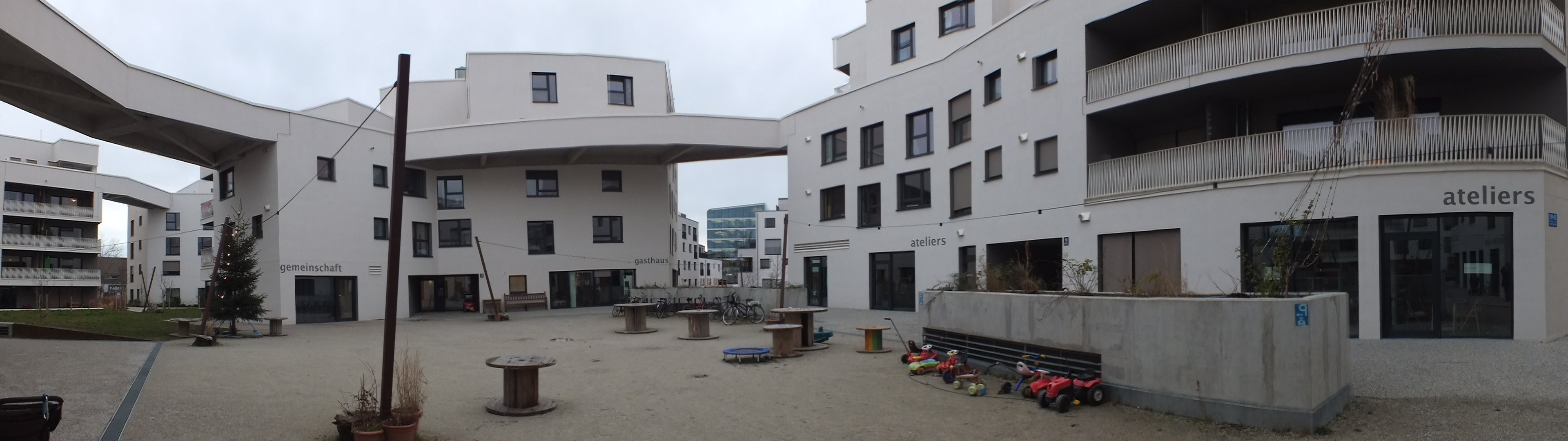
Projekt wagnisART im Domagkpark der Wohnbaugenossenschaft Wagnis eG

Gegenüber dem Atelierhaus befindet sich das 2016 fertiggestellte Projekt wagnisART der Wohnbaugenossenschaft wagnis eG. Es umfasst fünf polygonale Häuser, die durch massive Brücken verbunden sind und zwei unterschiedliche Höfe bilden. Neben den Wohnungen gibt es einen großen Veranstaltungsraum, ein Gasthaus und umfangreiche Gemeinschafts- und Gewerbeflächen. Die Dachlandschaft mit Terrassen, Brücken und Gärten bleibt den Bewohnern vorbehalten. Insgesamt gibt es 138 Wohnungen, davon 8 Wohn-Cluster, in denen vier bis zehn Apartments an einem Gemeinschaftsraum (Küche/Wohnzimmer) liegen. Zudem findet man dort ein Künstler-Cluster ARTrefugio, Ateliers, Praxisräume, Büros, einen Veranstaltungsraum, Werkstätten, ein Waschcafé, eine Nähstube, einen Toberaum, Proberäume, mehrere Gäste-Apartments, Gemeinschafts-Dachgärten, Gemeinschaftsterrassen und -brücken, einen Dorfplatz und einen Oasenhof. Die Gebäude sind nach Passivhaus-Standard errichtet, es gibt eine Photovoltaikanlage und eine Mobilitätsstation mit Leih-Fahrrädern. Die Besonderheit des Projekts ist, dass 180 Genossen in zahlreichen Workshops den gesamten Komplex planten und nach Fertigstellung auch selbstständig verwalten.

## Kritik
Eine Bürgerinitiative aus Bewohnern des Domagkparks kritisiert, dass im Viertel zu wenig Bäume gepflanzt und Grünflächen (z. B. entlang der Parkflächen an den Seitenstreifen der Straßen) verwirklicht wurden. Sie sehen die Grün-Planung, wie es der Bebauungsplan nahelegt, nicht umgesetzt. Das Planungsreferat der Stadt versprach im Zuge dessen, zu untersuchen, ob der Rückbau von Parkplätzen zulässig ist und welche Standorte für zusätzliche Bäume möglich wären.
Auch der Bezirksausschuss "Schwabing-Freimann" wünschte sich, dass bei der Gehweggestaltung im Viertel von der in München klassisch verwendeten Münchner Gehwegplatte abgewichen wird. Das Planungsreferat verwies aber auf das identitätsstiftende Erkennungsmerkmal des öffentlichen Straßennetzes/-Geflechts in München.
Durch den Bau des neuen Stadtquartiers verloren viele Künstler ihre Ateliers. Der Bedarf nach bezahlbaren Künstlerwerkstätten in der Stadt sei aber weiterhin hoch. Der Verein Doku schlägt deswegen vor, auf dem Grundstück der Domagkateliers noch ein 60 m hohes Hochhaus zu errichten, in dem weitere 100 Künstler einziehen könnten.
Nachdem sowohl Bürger in der Bürgerversammlung, als auch der Bezirksausschuss „Schwabing-Freimann“ bemängelt hatten, dass bei der Planung keine Flächen für Wertstoffinseln berücksichtigt wurden, wurden seit Oktober 2021 zwei Wertstoffinseln installiert.